# Anna Tassopoulos

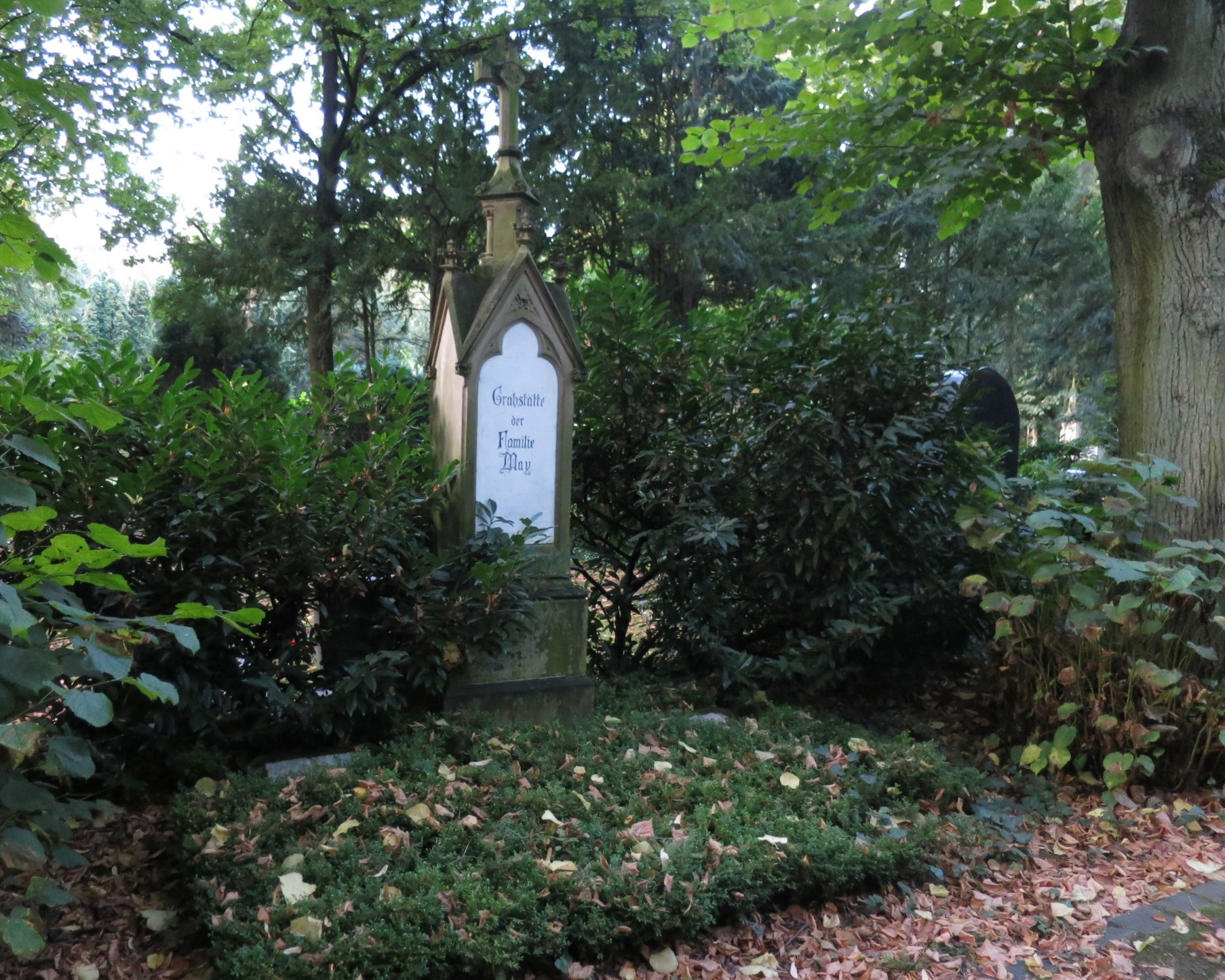
Grabstätte Tassopoulos/May

Anna Tassopoulos, verheiratete Anna May (* 17. Februar 1915 in Patras, Griechenland; † 28. Februar 2007 in Köln) war eine griechische Opernsängerin (Sopran).

## Leben
Tassopoulos studierte Gesang am National-Konservatorium von Athen und bei Margarethe Funk in Berlin. Ihr Debüt gab sie 1936 am Deutschen Opernhaus Berlin als „Madame Butterfly“. Dort blieb sie bis 1944 und war zeitgleich von 1940 bis 1943 am Opernhaus Breslau engagiert.
Sie starb 2007 im Alter von 92 Jahren und wurde im Grab ihres Ehemanns Walter May (1914–2002) auf dem Kölner Melaten-Friedhof (Lit. F) beigesetzt.

## Filmografie
- 1942: Tolle Nacht
- 1944/49: Der Posaunist

## Auszeichnungen
- Goldenes Kreuz des Verdienstordens des Königreiches Griechenland

## Diskografie
- Richard Wagner: Parsifal (Live 1953), Laudis, mit Martha Mödl, Rita Streich, Ramón Vinay Dir.: Clemens Krauss